# Bastrumma

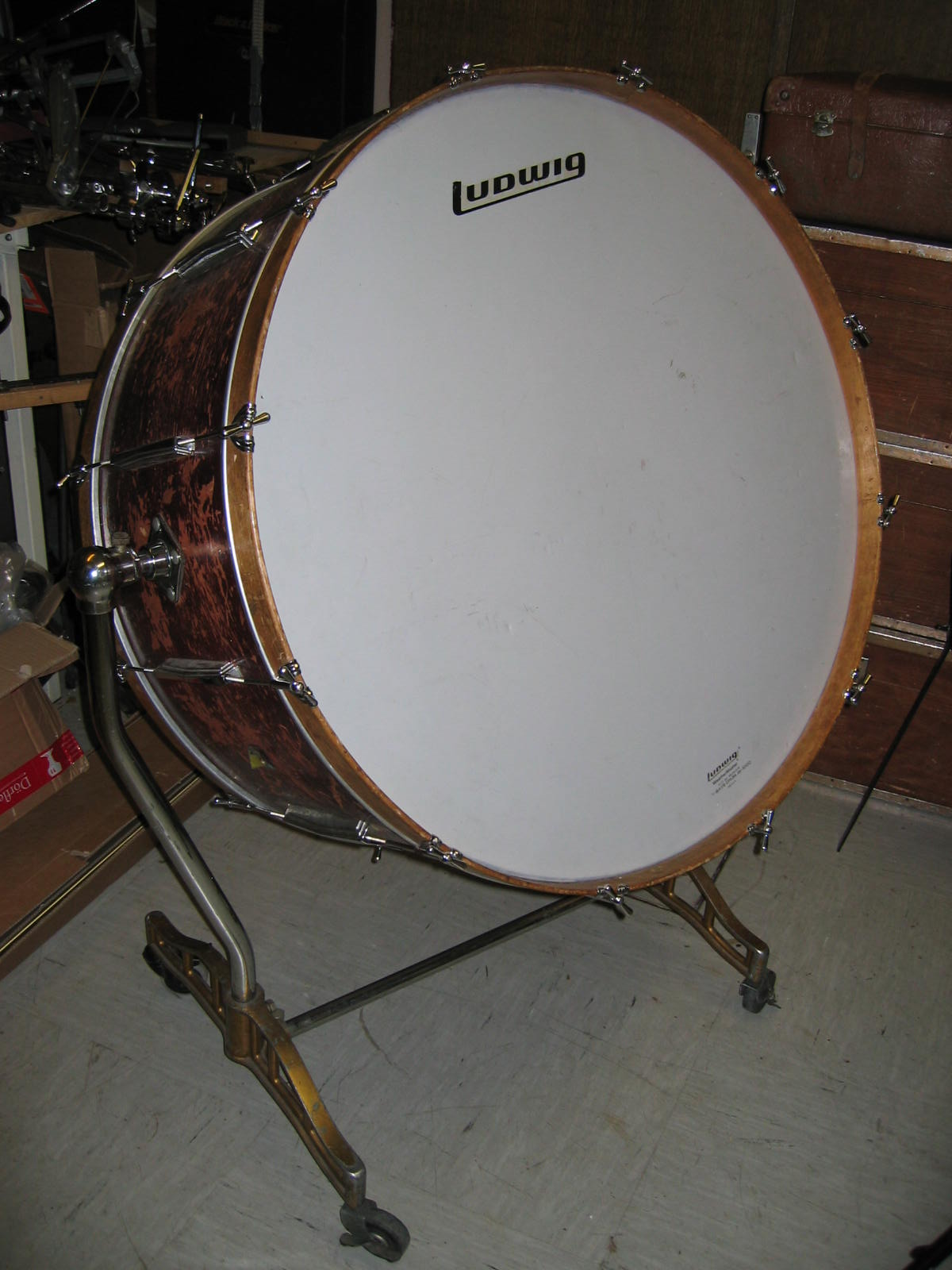
Gran cassa.

Bastrumma (även catuba, tamburone, cassa, gran tamburo, it. gran cassa). Instrumentet kom in i den västerländska konstmusiken från den turkiska militära janitsjarmusiken. Det är en stor trumma med 80 cm diameter eller mer och cirka 50 cm djup, med skinn på bägge sidor. Den hänger på en ställning, slås an med filtklädda handklubbor och är det instrument i en orkester som ger den allra lägsta frekvensen. I vissa klassiska verk används även en så kallad kvast (ty. Rute), som består av tunna hopsnörda pinnar. 
Ett klassiskt verk med framträdande inslag av bastrumma är Våroffer av Igor Stravinskij och operakompositörerna Rossini, Verdi och Puccini använde ofta bastrumma särskilt till att förstärka de mer dramatiska ögonblicken i sina operor.
Bastrumman är också ett mycket viktigt instrument i marschmusik, fast då är den oftast mindre än gran cassa och bärs på magen.  
I den uppsättning trummor och cymbaler som ingår i det batteri eller trumset, som används i jazz- och populärmusik är bastrumman den största och lägst stämda. Vardagligt ofta kallad baskagge. Normalt är den gjord för ett skinn på varje sida, men det är inte ovanligt att resonansskinnet är avtaget eller har ett stort hål utskuret för att man ska kunna stoppa in lagom mängd dämpmaterial i trumman och kunna placera en mikrofon nära anslagspunkten för att få ett ljud med mycket attack. 
Bastrumman spelas vid spelning av metal främst med en pedal, kopplad till en klubba, men det förekommer även att man använder två pedaler (så kallad dubbelpedal) kopplade till var sin klubba. En dubbelpedal är två bastrummepedaler som sitter ihop. De två klubborna sitter bredvid varandra, vilket gör att de kan slå på samma bastrumma, medan pedalerna sitter en bit från varandra. Detta för att göra det komfortabelt för trumslagaren och eliminera behovet av två bastrummor.